# Jan Dachowski
Jan Dachowski (ur. 1 lutego 1933 w Bączalu Dolnym, zm. 8 lipca 2002 w Mielcu) – polski metalurg i analityk związany z Polskimi Zakładami Lotniczymi, działacz społeczny i sportowy, wieloletni aktywny członek związków zawodowych oraz pilot samolotowy. 

## Życiorys
Urodził się 1 lutego 1933 w Bączalu Dolnym jako syn Stanisława i Karoliny z Adamików. Ukończył Szkołę Powszechną w rodzinnej miejscowości. Był absolwentem Technikum Mechanicznego w Mielcu, gdzie w 1952 zdał egzamin maturalny. Później rozpoczął studia na Wydziale Prawa i Administracji Uniwersytetu Marii Curie-Skłodowskiej w Lublinie i w 1982 obronił tytuł magistra administracji. Działał w wielu organizacjach, w tym m.in.: w Związku Harcerstwa Polskiego, Związku Młodzieży Socjalistycznej i Związku Młodzieży Polskiej. W 1951 rozpoczął pracę w Polskich Zakładach Lotniczych (WSK) w Mielcu, najpierw jako laborant i starszy metalurg, następnie otrzymał stanowisko kierownika Laboratorium Defektoskopowego, a później kierownika Wydziału Dokumentacji. Od 1989 do chwili przejścia na emeryturę w 1991 pracował jako technolog.
W swoim dorobku zawodowym piastował ważne stanowiska związkowe. Najpierw pełnił funkcje sekretarza Rady Zakładowej Związku Zawodowego Metalowców i wiceprzewodniczącego Związkowej Rady Przedsiębiorstwa. W tym okresie był również wybierany do Zarządu Okręgu Związku Zawodowego Metalowców w Rzeszowie i Zarządu Głównego Związku Zawodowego Metalowców w Warszawie. W latach pięćdziesiątych dwudziestego wieku angażował się w działalność Aeroklubu Mieleckiego – był jego działaczem, pilotem samolotowym i skoczkiem spadochronowym. Podjął współpracę z miejscowym Domem Kultury w zakresie upowszechniania kultury i oświaty w Mielcu i obszarach przyległych. Angażował się społecznie w działalność Miejskich Komisji Wyborczych w Mielcu. Był także Członkiem Zarządu FKS „Stal” Mielec oraz przewodniczącym Komitetu Rozbudowy Ośrodka Rekreacyjnego WSK Mielec w Rzemieniu. Zmarł 8 lipca 2002 i spoczywa na cmentarzu komunalnym w Mielcu.

## Odznaczenia
- Krzyż Kawalerski Orderu Odrodzenia Polski,
- Medal 40-lecia Polski Ludowej,
- Srebrny Medal „Za Zasługi dla Obronności Kraju”,
- Odznaka Honorowa Związku Inwalidów Wojennych Rzeczypospolitej Polskiej,
- Odznaka Honorowa Polskiego Czerwonego Krzyża,
- Medal „Za Zasługi dla Ligi Obrony Kraju”,
- Złota Odznaka Związku Zawodowego Metalowców,
- Honorowy Obywatel Miasta Mielca - wpis do Księgi Zasłużonych dla Miasta Mielca (1985),